# Ilya Sukhoruchenko
Ilya Alekseyevich Sukhoruchenko (tiếng Nga: Илья Алексеевич Сухорученко; sinh ngày 23 tháng 2 năm 1998) là một cầu thủ bóng đá người Nga thi đấu cho FC Veles Moskva.

## Sự nghiệp câu lạc bộ
Anh có màn ra mắt tại Giải bóng đá chuyên nghiệp quốc gia Nga cho FC Veles Moskva vào ngày 19 tháng 7 năm 2017 trong trận đấu với F.K. Spartak Kostroma.